# Arquidiócesis de Pisa
La arquidiócesis de Pisa (en latín: Archidioecesis Pisana y en italiano: Arcidiocesi di Pisa) es una circunscripción eclesiástica de la Iglesia católica en Italia. Se trata de una arquidiócesis latina, sede metropolitana de la provincia eclesiástica de Pisa. Desde el 6 de febrero de 2025 su arzobispo electo y primado de Cerdeña (desde el 1 de mayo de 1138) y Córcega (desde el 27 de abril de 1092) es Saverio Cannistrà, de la Orden de los Carmelitas Descalzos.

## Territorio y organización

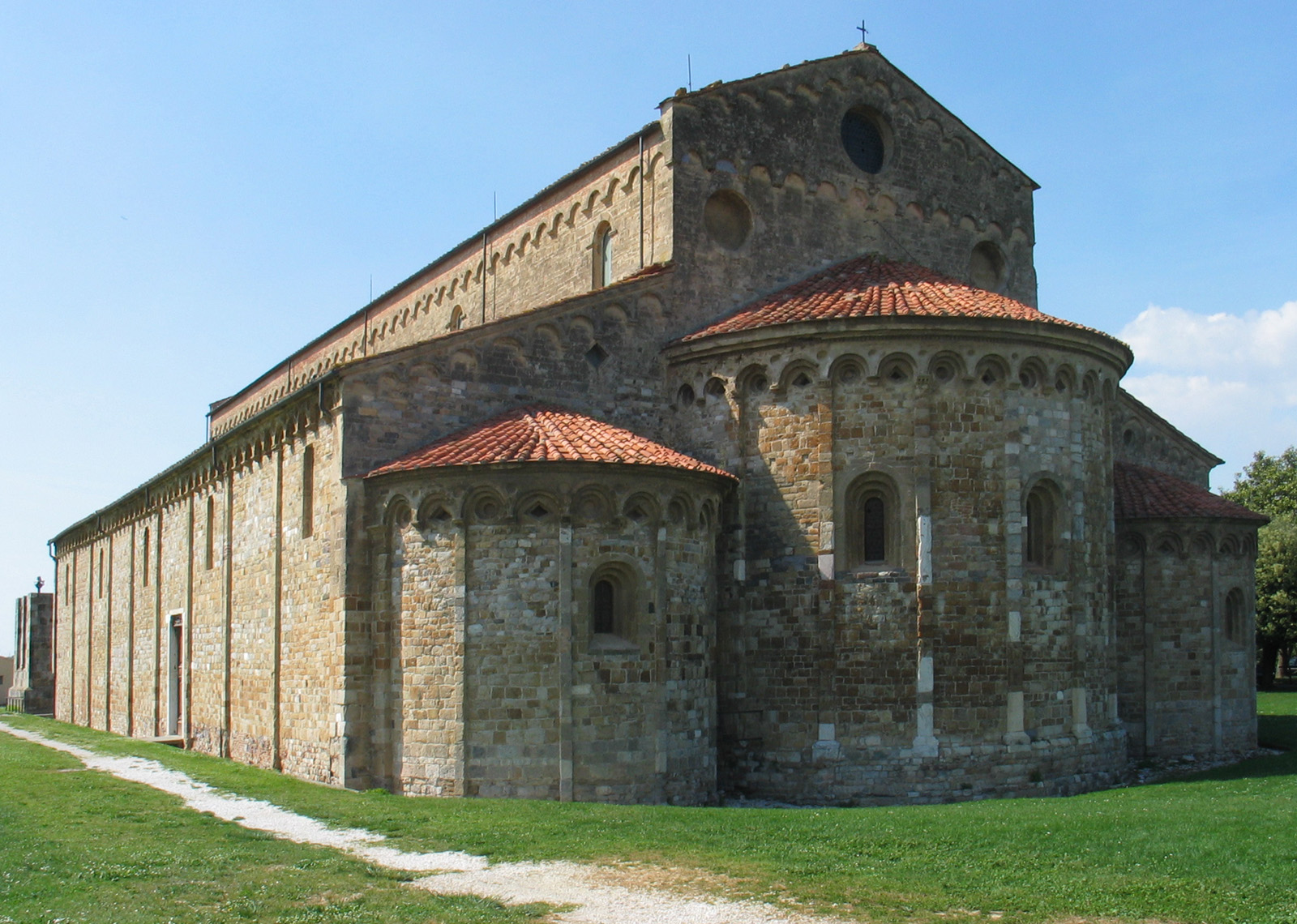
Basílica de San Pedro Apóstol, en San Piero a Grado

La arquidiócesis tiene 847 km² y extiende su jurisdicción sobre los fieles católicos de rito latino residentes en parte de la región de Toscana, comprendiendo 4 sectores no contiguos:
- sector en la provincia de Lucca rodeado por la diócesis de Massa Carrara-Pontremoli, la arquidiócesis de Lucca y el mar Tirreno, conformado por las comunas de: Seravezza, Stazzema, Forte dei Marmi y Pietrasanta;
- sector en la provincia de Lucca rodeado por la diócesis de Pescia, conformado por la comuna de Barga;
- sector en la provincia de Pisa rodeado por la arquidiócesis de Lucca, el mar Tirreno y las diócesis de San Miniato y Livorno, conformado por las comunas de: Vecchiano, San Giuliano Terme, Calci, Buti, Bientina, Vicopisano, Calcinaia, Pisa, Cascina, y parte de Pontedera. El sector también comprende parte de la comuna de Collesalvetti en la provincia de Livorno.
- sector en la provincia de Pisa rodeado por las diócesis de San Miniato, Livorno y Volterra, conformado por las comunas de: Orciano Pisano, Santa Luce, Castellina Marittima, Riparbella y parte de las comunas de Fauglia y Crespina Lorenzana (creada en 2014 por fusión de las comunas de Crespina y Lorenzana). El sector también comprende parte de la comuna de Cecina en la provincia de Livorno.

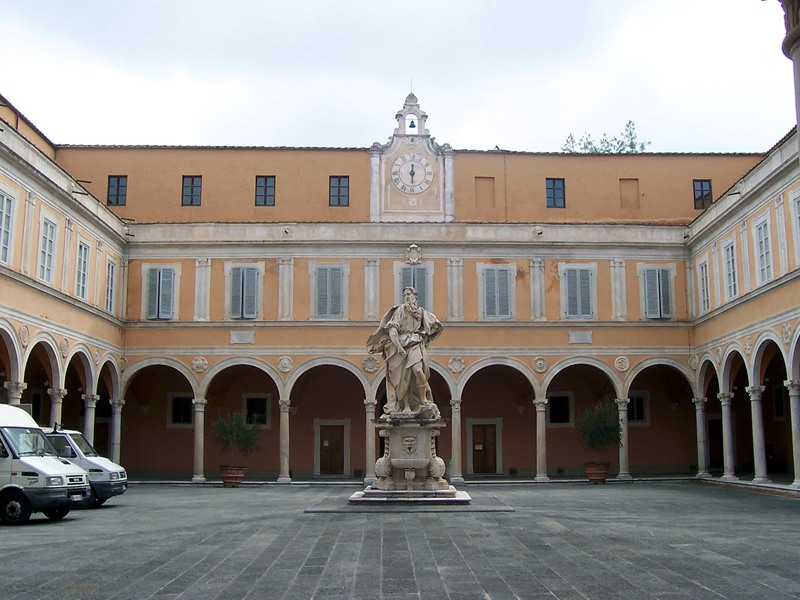
Palacio archiepiscopal de Pisa

La sede de la arquidiócesis se encuentra en la ciudad de Pisa, en donde se halla la Catedral de Santa María Asunta. En San Piero a Grado se encuentra la basílica de San Pedro Apóstol.
En 2023 en la arquidiócesis existían 166 parroquias agrupadas en 38 unidades pastorales, y estas en 9 vicariatos.
La arquidiócesis tiene como sufragáneas a las diócesis de: Livorno, Massa Carrara-Pontremoli, Pescia y Volterra.

## Historia
La diócesis de Pisa nació en las primeras décadas del siglo IV y llegó a superponerse casi en su totalidad con los límites de los distritos civiles de la época. El primer obispo conocido es Gaudenzio, presente en el Sínodo de Roma en el año 313.
Según algunas reconstrucciones, inicialmente la diócesis de Pisa se extendía hacia el norte hasta el río Versilia, siguiendo luego la cordillera de los Alpes Apuanos. Al este, el límite con el territorio de Lucca estaba constituido primero por esta cresta, luego por la del Monte Pisano y, después de haber bordeado el pantano de Bientina, llegaba al Arno a la altura de Pontedera. Al sur la frontera que la dividía de Volterra continuaba a lo largo del río Era hasta la altura de Capannoli. Desde Valdera, quizás a través del canal Fine di Rivalto, la línea fronteriza llegaba a las colinas detrás de Chianni y continuaba hacia el río Fine. El límite occidental estaba constituido naturalmente por el mar Tirreno.
En el siglo VI, con la invasión de los lombardos, el territorio diocesano sufrió una fuerte reducción en el norte, pero ganó espacio en el sur, hasta la actual Cecina.
El 21 de abril de 1092, bajo Dagoberto de Pisa, fue elevada al rango de arquidiócesis metropolitana. El 27 de abril del mismo año, el papa Urbano II concedió a Pisa la jurisdicción metropolitana sobre Córcega mediante la bula Cum universis.
En el siglo siguiente, Génova también fue elevada a sede metropolitana y se le asignaron como sufragáneas tres diócesis de Córcega. Sin embargo, el 1 de mayo de 1138 en Pisa el papa Inocencio II reconfirmó la jurisdicción sobre las tres diócesis corsas restantes y la diócesis de Populonia en tierra firme y dos diócesis sardas fueron agregadas a la metrópolis, con el título de primado del juzgado de Torres. El 11 de abril de 1176 el papa Alejandro III extendió la jurisdicción primada pisana a los juzgados de Cagliari y Arborea.
Sin embargo, cuando los pisanos fueron expulsados de su dominio sobre Cerdeña por los aragoneses (1324) perdieron todos los derechos sobre las islas. En 1446 Siena fue elevada también a la dignidad arzobispal y la provincia eclesiástica de Pisa le cedió como sufragáneas las diócesis de Massa Marittima y Populonia.
El 26 de abril de 1478 el arzobispo Francesco Salviati fue ejecutado en Florencia como líder de la Conspiración de los Pazzi. Durante los siguientes cuarenta años la arquidiócesis permaneció vacante y fue gobernada por administradores apostólicos.
El 4 de julio de 1797 fue erigida la diócesis de Pontremoli y agregada a la provincia eclesiástica de Pisa.
La arquidiócesis sufrió ulteriores cambios cuando en 1789 el papa Pío VI retiró la parroquia de Massaciuccoli de Pisa para dársela a Lucca, fusionando sin embargo Seravezza y Barga en la arquidiócesis de Pisa.
Tras el Concordato de 1801 entre la Santa Sede y Francia, la arquidiócesis de Pisa perdió su jurisdicción metropolitana sobre las diócesis corsas (Aleria y Sagona fueron suprimidas mientras que la diócesis de Ajaccio, la única que quedaba en Córcega, pasó a ser sufragánea de la arquidiócesis de Aix).
Finalmente, en 1806 la arquidiócesis sufrió su última modificación con la cesión de una parte de su territorio para la erección de la diócesis de Livorno, sufragánea de Pisa, querida por María Luisa de Borbón-España y decretada el 25 de septiembre de 1806 por el papa Pío VII mediante la bula Militantis Ecclesiae.
En 1822 se erigió la diócesis de Massa, nueva sufragánea de Pisa. Las últimas sufragáneas que se agregaron a la provincia eclesiástica de Pisa fueron la diócesis de Pescia y la diócesis de Volterra en 1856.
Del 6 al 13 de junio de 1965 se celebró en Pisa el XVII Congreso Eucarístico Nacional Italiano, en el que asistió como legado papal el cardenal Ermenegildo Florit.

## Estadísticas
Según el Anuario Pontificio 2024 la arquidiócesis tenía a fines de 2023 un total de 303 200 fieles bautizados.
| Año                                                                             | Población            | Población | Población      | Sacerdotes | Sacerdotes    | Sacerdotes    | Bautizados por sacerdote | Diáconos permanentes | Religiosos | Religiosos | Parroquias |
| Año                                                                             | Bautizados católicos | Total     | % de católicos | Total      | Clero secular | Clero regular | Bautizados por sacerdote | Diáconos permanentes | Varones    | Mujeres    | Parroquias |
| ------------------------------------------------------------------------------- | -------------------- | --------- | -------------- | ---------- | ------------- | ------------- | ------------------------ | -------------------- | ---------- | ---------- | ---------- |
| 1950                                                                            | 248 000              | 250 000   | 99.2           | 322        | 232           | 90            | 770                      |                      | 100        | 700        | 152        |
| 1969                                                                            | 302 398              | 303 150   | 99.8           | 321        | 241           | 80            | 942                      |                      | 98         | 1000       | 169        |
| 1980                                                                            | 315 646              | 317 455   | 99.4           | 311        | 221           | 90            | 1014                     |                      | 105        | 726        | 176        |
| 1990                                                                            | 307 850              | 310 000   | 99.3           | 276        | 198           | 78            | 1115                     |                      | 88         | 518        | 166        |
| 1999                                                                            | 301 802              | 305 368   | 98.8           | 252        | 181           | 71            | 1197                     | 7                    | 73         | 430        | 166        |
| 2000                                                                            | 301 664              | 305 063   | 98.9           | 244        | 176           | 68            | 1236                     | 11                   | 70         | 435        | 166        |
| 2001                                                                            | 302 650              | 306 585   | 98.7           | 246        | 179           | 67            | 1230                     | 13                   | 69         | 438        | 166        |
| 2002                                                                            | 301 423              | 305 948   | 98.5           | 236        | 174           | 62            | 1277                     | 15                   | 65         | 412        | 166        |
| 2003                                                                            | 301 007              | 306 067   | 98.3           | 241        | 180           | 61            | 1248                     | 17                   | 64         | 398        | 166        |
| 2004                                                                            | 305 270              | 310 333   | 98.4           | 240        | 179           | 61            | 1271                     | 17                   | 64         | 390        | 166        |
| 2013                                                                            | 336 930              | 356 566   | 94.5           | 199        | 149           | 50            | 1693                     | 21                   | 56         | 361        | 166        |
| 2016                                                                            | 313 497              | 334 345   | 93.8           | 190        | 146           | 44            | 1649                     | 24                   | 46         | 361        | 166        |
| 2019                                                                            | 320 270              | 339 190   | 94.4           | 173        | 128           | 45            | 1851                     | 24                   | 47         | 340        | 166        |
| 2021                                                                            | 312 535              | 331 779   | 94.2           | 175        | 124           | 51            | 1785                     | 24                   | 52         | 330        | 166        |
| 2023                                                                            | 303 200              | 322 352   | 94.1           | 168        | 117           | 51            | 1804                     | 24                   | 56         | 320        | 166        |
| Fuente: Catholic-Hierarchy, que a su vez toma los datos del Anuario Pontificio. |                      |           |                |            |               |               |                          |                      |            |            |            |

## Episcopologio
- Gaudenzio † (mencionado en 313)
- San Seniore o Senatore? † (mencionado en 410)
- Anónimo † (circa 470)
- Giovanni I † (mencionado en 493/494 circa[4])
- Anónimo? † (mencionado en 556)[nota 1]
- Alessandro † (circa 644/648)
- Opportuno † (mencionado en 649[nota 2])
- Mauriano † (674/680)
- Massimo † (antes de 715-después de 730)
- Giovanni o Giustino † (antes de 744-después de 748)
- Andrea † (antes de 754-después de 768)
- Anónimo † (mencionado en 774)[nota 3]
- Rachinardo † (796-803 falleció)
- Platone I † (mencionado en 823)
- Giovanni II † (antes de 826-después de 848)
- Giovanni III † (antes de 850-después de 858)
- Platone II † (antes de 866-después de 876)
- Giovanni IV † (antes de 877-después de 891)
- Teodorico † (antes de 909-después de 911)
- Wolfgherio † (antes de 920-después de 927)
- Zenobio † (antes de 930-después de 954)
- Grimaldo † (antes de 958-después de 965)
- Alberico † (antes de 967-después de 985)
- Raimberto † (antes de 987-después de 996 falleció)
- Guido I † (antes de 1005-1012 falleció)
  - Lamberto? † (1012-1015)
- Azzone I † (1015-después de 1031)
- Opizio † (antes de 1039-después de 1059)
- Guido II † (antes de 1061-8 de abril de 1076 falleció)
- Landolfo † (antes de 1077-25 de octubre de 1079 falleció)
- Gerardo † (antes del 29 de julio de 1080-8 de mayo de 1085 falleció)[5]
- Dagoberto † (antes de 1088-1099 nombrado patriarca de Jerusalén)
- Pietro Moriconi † (diciembre de 1104-1119 falleció)
- Azzone II † (1119-después de agosto de 1121 falleció)
- Rogerio Ghisalbertini † (circa 1122-abril de 1131 falleció)
- Uberto Rossi Lanfranchi † (1132-1137 falleció[nota 4])
- Balduino † (1137-6 de octubre de 1145 falleció)
- Villano Villani † (1145-15 de agosto[nota 5] de 1175 falleció)
  - Benincasa † (21 de marzo de 1167-1170 falleció) (antiobispo)
- Ubaldo Lanfranchi † (abril de 1176-1208 falleció)
- Lotario Rosario † (abril de 1208-1216 nombrado patriarca de Jerusalén)
- Vitale † (1218-1253 falleció)[nota 6]
- Federico Visconti † (antes de julio de 1254-1 de octubre de 1277 falleció)
- Ruggieri degli Ubaldini † (10 de mayo de 1278-15 de septiembre de 1295 falleció)
- Teodorico Ranieri † (20 de septiembre de 1295-13 de junio de 1299 creado cardenal obispo de Palestrina)
- Giovanni di Polo, O.P. † (10 de febrero de 1299-10 de mayo de 1312 nombrado obispo de Nicosia)
- Oddone della Sala, O.P. † (10 de mayo de 1312-6 de junio de 1323 nombrado patriarca de Alejandría)
- Simone Saltarelli, O.P. † (6 de junio de 1323-24 de septiembre de 1342 falleció)
- Dino di Radicofani † (7 de octubre de 1342-1348 falleció)
- Giovanni Scarlatti † (27 de junio de 1348-19 o 27 de febrero de 1362 falleció)
- Francesco Moricotti † (16 de mayo de 1362-18 de septiembre de 1378 renunció)[nota 7]
- Barnaba Malaspina † (marzo de 1380-7 de noviembre de 1380 falleció)
- Lotto Gambacorta † (26 de enero de 1381-9 de septiembre de 1394 nombrado obispo de Treviso)
- Giovanni Gabrielli † (9 de septiembre de 1394-25 de junio de 1400 falleció)
- Ludovico Bonito † (15 de noviembre de 1400-3 de noviembre de 1406 nombrado arzobispo de Tarento)
- Alamanno Adimari † (3 de noviembre de 1406-1411 renunció)
- Pietro Ricci † (9 de octubre de 1411-30 de noviembre de 1417 falleció)
- Giuliano Ricci † (23 de febrero de 1418-26 de diciembre de 1460 falleció)
- Filippo de' Medici † (14 de enero de 1461-octubre de 1474 falleció)
- Francesco Salviati † (14 de octubre de 1474-26 de abril de 1478 falleció)
  - Raffaele Riario † (17 de septiembre de 1479-1499 renunció) (administrador apostólico)
  - Cesare Riario † (3 de junio de 1499-3 de septiembre de 1518 nombrado obispo de Málaga) (administrador apostólico)
  - Raffaele Riario † (3 de septiembre de 1518-18 de septiembre de 1518 renunció) (administrador apostólico, por segunda vez)
- Onofrio Bartolini † (10 de septiembre de 1518-27 de diciembre de 1555 falleció)
- Scipione Rebiba † (13 de abril de 1556-19 de junio de 1560 nombrado obispo de Troia)
  - Giovanni de' Medici † (19 de junio de 1560-20 de noviembre de 1562 falleció) (administrador apostólico)
- Angelo Niccolini † (14 de julio de 1564-15 de agosto de 1567 falleció)
- Giovanni Ricci † (3 de septiembre de 1567-3 de mayo de 1574 falleció)
- Pietro Giacomo Borbone † (17 de mayo de 1574-22 de noviembre de 1575 falleció)
- Ludovico Antinori † (2 de diciembre de 1575-13 de febrero de 1576 falleció)
- Bartolomeo Giugni † (20 de febrero de 1576-26 de junio de 1577 falleció)
- Matteo Rinuccini † (14 de agosto de 1577-8 de junio de 1582 falleció)
- Carlo Antonio Dal Pozzo † (17 de septiembre de 1582-13 de julio de 1607 falleció)
- Sallustio Tarugi † (1 de octubre de 1607-10 de agosto de 1613 falleció)
- Francesco Bonciani † (6 de noviembre de 1613-28 de noviembre de 1619 falleció)
- Giuliano de' Medici † (15 de junio de 1620-16 de enero de 1636 falleció)
- Scipione Pannocchieschi † (3 de marzo de 1636-1663 renunció)
- Francesco Pannocchieschi † (27 de agosto de 1663-20 de junio de 1702 falleció)
- Francesco Frosini † (2 de octubre de 1702-20 de noviembre de 1733 falleció)
- Francesco Guidi † (15 de febrero de 1734-julio de 1778 falleció)
- Angiolo Franceschi † (28 de septiembre de 1778-13 de marzo de 1806 falleció)
- Ranieri Alliata † (6 de octubre de 1806-11/18 de agosto de 1836 falleció)[nota 8]
- Giovanni Battista Parretti † (23 de diciembre de 1839-19 de noviembre de 1851 falleció)
- Cosimo Corsi † (19 de diciembre de 1853-7 o 10 de octubre de 1870 falleció)
- Paolo Micallef, O.S.A. † (27 de octubre de 1871-8 de marzo de 1883 falleció)
- Ferdinando Capponi † (8 de marzo de 1883 por sucesión-21 de marzo de 1903 falleció)
- Pietro Maffi † (22 de junio de 1903-17 de marzo de 1931 falleció)
- Gabriele Vettori † (6 de febrero de 1932-2 de julio de 1947 falleció)
- Ugo Camozzo † (13 de enero de 1948-22 de septiembre de 1970 retirado[nota 9])
- Benvenuto Matteucci † (2 de enero de 1971-7 de junio de 1986 retirado)
- Alessandro Plotti † (7 de junio de 1986-2 de febrero de 2008 retirado)
- Giovanni Paolo Benotto (2 de febrero de 2008-6 de febrero de 2025 retirado)
- Saverio Cannistrà, O.C.D., desde el 6 de febrero de 2025